# Thomas Lance
Thomas Glasson Lance, född 14 juni 1891 i Paddington, död 29 februari 1976 i Brighton, var en brittisk tävlingscyklist.
Lance blev olympisk guldmedaljör i tandem vid sommarspelen 1920 i Antwerpen.